# Марко (жупан)
Жупан Марко је личност из Летописа попа Дукљанина. О њему нема других изворних сведочанстава. Према поменутом Летопису, био је жупан и дворјанин дукљанског краља Константина Бодина (крај 11. века). По освајању Рашке, Бодин је ту област поверио на управу двојици својих истакнутих дворјана, жупанима Марку и Вукану. Док је Вуканова потоња владавина у Србији посведочена разноврсним подацима из византијских извора, о Марку нема помена изван Летописа попа Дукљанина.

## Претпоставке
Иако о жупану Марку нема вести у другим изворима, у историографији су изношене разне претпоставке о његовој личности и тадашњим династичким односима у српским земљама. Поједини истраживачи су тако претпостављали да су Марко и Вукан били браћа, иако се њихово међусобно сродство у Летопису не помиње. На основу те претпоставке, изведена је и додатна претпоставка по којој су Вуканови синовци Урош I и Стефан Вукан били синови жупана Марка.
На то су се потом надовезале и неке додатне претпоставке. Полазећи од ранијег уверења да је име Урош било мађарског порекла, неки истраживачи су креирали претпоставку о наводном мађарском пореклу мајке великог жупана Уроша I и његовог брата Стефана Вукана, која би била жена жупана Марка, као наводног управитеља северних области на граници према Угарској. Пошто су новија лингвистичка истраживања показала су да је име Урош далматороманског порекла, тиме су отпале и претпоставке о наводном мађарском пореклу претпостављене супруге жупана Марка.
Неки историчари су такође претпостављали да су Марко и Вукан били синови Петрислава, који се у Летопису попа Дукљанина помиње као син краља Михаила и управитељ Рашке, али о њему нема других помена у изворима, нити се у Летопису помиње да су Марко и Вукан били његови синови.